# Tegalsari (Adimulyo)
Tegalsari is een bestuurslaag in het regentschap Kebumen van de provincie Midden-Java, Indonesië. Tegalsari telt 1578 inwoners (volkstelling 2010).